# Corinna peninsulana
Corinna peninsulana är en spindelart som beskrevs av Banks 1898. Corinna peninsulana ingår i släktet Corinna och familjen flinkspindlar. Inga underarter finns listade i Catalogue of Life.